# Липофобия
Липофобия (от гръцки: λίπος (липос) – „дебел“ и φόβος (фобос) – „страх“) е страх и отбягване на тлъсти храни.
Липофобията не е често срещана. Документирана е едва в последните 40 години. Хората, страдащи от нея, избягват тлъстите храни изцяло. Тя е свързана по-скоро с физически проблеми, отколкото с душевно неравновесие. Физическото неразположение води и до мисловна неувереност, която от своя страна може да причини психично разстройство. С правилно лечение може да се преодолее.

## Симптоми
Симптомите на липофобията включват ядене само на определен тип храни и гладуване или отбягване на други, които потенциално съдържат тлъстини. Също така характерно е пиенето на големи количества вода.